# Галінстан

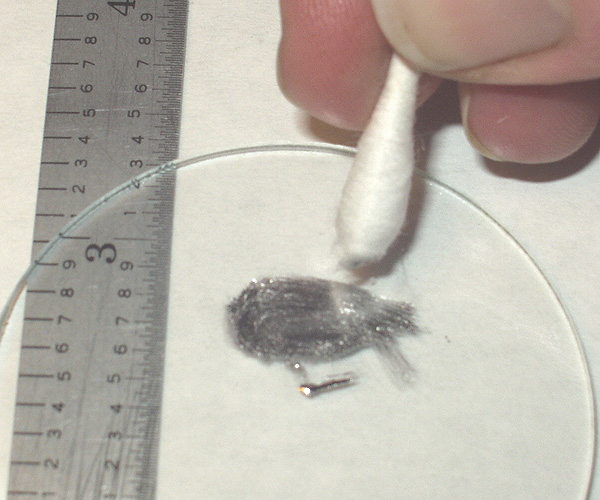
Галінстан з розбитого термометра, легко змочує поверхню скла.

Галінстан (англ. Galinstan™) — торгова марка легкоплавкого евтектичного сплаву, що перебуває у рідкому стані за кімнатної температури, із заявленим складом 68,5% галію, 21,5% індію і 10% олова. Торгова марка належить німецькій компанії Geratherm Medical AG. Назва сплаву складена з початкових букв латиномовних назв компонентів: GALium, INdium, STANnum.

## Властивості сплаву
Галінстан — сріблястий метал з характерним металічним блиском.
- Температура кипіння: >1300 °C.
- Температура плавлення: −19 °C, згідно з Geratherm MSDS (Material Safety Data Sheet);[1].
- Тиск насиченої пари: <10−8 мм рт.ст. (при 500 °C).
- Густина: 6,44 г/см3 (при 20 °C)[2].
- Розчинність: не розчинний у воді чи органічних розчинниках.
- В'язкість: 0,0024 Па·с (при 20 °C).
- Теплопровідність: 16,5 Вт·м−1·K−1.
- Електрична провідність: 3,46x106 См/м (при 20 °C)[2].
- Поверхневий натяг: σ = 0,718 Н/м (при 20 °C)[2].

## Перспективи використання

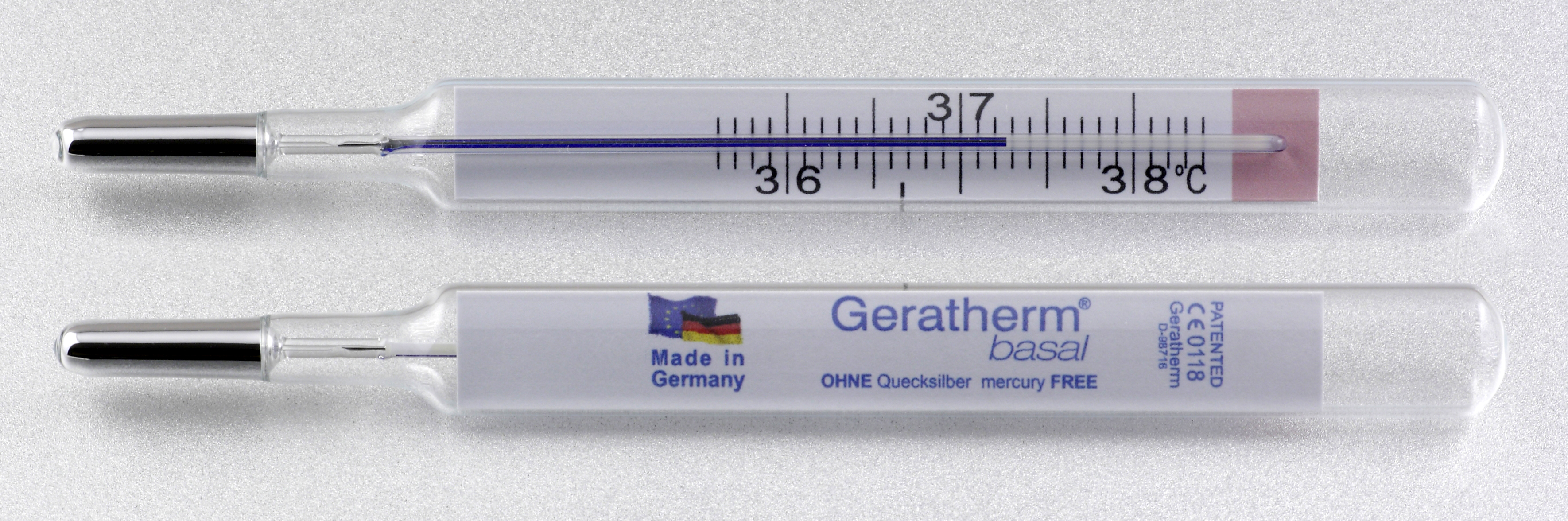
Галінстановий термометр

Сплав малотоксичний. Основне застосування — заміна ртуті в окремих випадках, у першу чергу в побутових термометрах. Сплав змочує скло, тому в термометрах скляні колби зсередини покривають оксидом галію щоб запобігти змочуванню. Іншим недоліком є те, що при твердінні (за температур нижчих за −19 °C галінстан суттєво розширюється і руйнує скляну колбу термометра.
Галінстан можна використовувати як теплоносій у конструктивних рішеннях засобів охолодження комп'ютерної техніки, хоча його вартість, агресивність (має властивість розчиняти деякі метали у тому числі алюміній) та електропровідність є основними перешкодами для такого використання.
Галінстан має вищу відбивну здатність і меншу густину, ніж ртуть, у зв'язку з чим він вивчається як замінник ртуті у рідких дзеркалах астрономічних телескопів. Проблематичним є використання сплаву для охолодження атомних реакторів, оскільки індій має великий перетин поглинання теплових нейтронів, що пригнічує реакцію поділу. З іншого боку, сплав вивчається як можливий холодоагент для майбутніх термоядерних реакторів. На відміну від інших рідких металів, придатних для використання за цим призначенням, наприклад, літію та ртуті, хімічна інертність галінстану робить технічне вирішення безпечнішим.

## Суперечливість значення температури плавлення
Температура плавлення галінстану була джерелом численних дискусій. За визначенням, евтектичні сплави демонструють нижчу температуру плавлення від температури плавлення кожного з компонентів, що входять у їх склад. Відомо також, що багато комерційно доступних евтектичних сплавів галію, індію і олова характеризуються температурою плавлення близько 11 °С, що є значно вищою від −19 °С оголошеної для галінстану. Офіційний паспорт безпеки (англ. Material safety data sheet, MSDS) вказує лише, що галінстан є «евтектичною сумішшю металевих компонентів галію, індію та олова» без додаткових пояснень. Патент США, виданий Geraberger Thermometerwerk GmbH описує різні аналогічні евтектичні сплави і згадує, що вони можуть містити додатково до 2% стибію (Sb) для підвищення стійкості до окислення і до 2% вісмуту (Bi) для покращення плинності. В результаті утворюється евтектичний сплав, що містить за даними розробників 68…69% Ga, 21…22% In і 9,5…10,5% Sn, з невеликим додаванням Sb і Bi та інших домішок у кількості меншій за 0,001%. Отриманий матеріал має температуру плавлення −19,5 °С і температуру кипіння вище за 1800 °С.